# Aulë
Aulë is in de werken van J.R.R. Tolkien een van de Valar, hij is de Smid. Na Manwë en Ulmo was hij de machtigste mannelijke Vala. Hij was de echtgenoot van Yavanna.
Aulë maakte de Dwergen, omdat hij ongeduldig was en niet wilde wachten op de komst van de Elfen, de Oudere Kinderen van Ilúvatar. Hij maakte de Zeven Vaders van de Dwergen, en net toen hij begonnen was ze een taal te leren, hoorde hij de stem van Ilúvatar, die zei dat hij iets slechts deed. Hij kon immers wel levende wezens maken, maar ze hadden alleen zijn eigen wil. Hij pakte zijn hamer om de Dwergen te vernietigen, maar ze vluchtten weg. Ilúvatar had ze namelijk "echt" levend gemaakt, zodat ze nu een eigen wil, verschillend van die van Aulë, hadden. Maar hij moest de Dwergen te slapen leggen tot de Eerstgeborenen zouden komen.
Aulë had ook een maia als dienaar, namelijk Sauron. Deze werd echter door Melkor overgehaald om de kant van de vijand te kiezen.